# Palasport Mens Sana
Il Palasport Mens Sana è un palazzetto dello sport situato a Siena e sede della squadra di pallacanestro.

## Storia
Inaugurato nel 1976, ed originariamente predisposto per contenere 3.500 spettatori, è stato una delle arene che hanno ospitato l'EuroBasket 1979.
Divenuto la sede degli incontri della Mens Sana Basket, ha subito un progressivo ampliamento della capienza a partire dai primi anni del nuovo secolo, fino ad arrivare ai 6.000 posti attuali.  Il 5 giugno 2004, durante Gara 3 delle finali dei playoff del campionato italiano di basket tra la Montepaschi Mens Sana Siena e la Fortitudo Bologna, registra un’affluenza record di 9.628 spettatori.
Il 21 ottobre 2010, in occasione della prima partita di Eurolega della stagione, il Palasport Mens Sana è stato rinominato PalaEstra, segnando la prima volta nella storia in cui l’impianto senese ha assunto il nome di uno sponsor, Estra, società operante nel settore energetico. Il PalaEstra è anche definito L'INFERNO dalle squadre ospiti che ci vengono a giocare perché vengono disorientate dal tifo Mensanino. Dall'estate del 2023 sono in corso dei lavori di solidamento della struttura che riguardano principalmente il Parquet e le 2 curve. Nella stagione attuale 2024-2025 le società che usufruiscono del campo di gioco sono 2: Emma Villas e la Mens Sana